# 3DNow!
3DNow! je název multimediální technologie vytvořené společností AMD pro nové vlastní procesory AMD K6-2, které byly uvedeny na trh v květnu 1998. 
Technologie 3DNow! je od počátku zamýšlena tak, aby překonala, do té doby, silně problematické místo v 3D grafických aplikacích a hrách – operace v plovoucí desetinné čárce. Na přelomu roku 1997 a 1998 sice už byla běžně k dispozici multimediální technologie MMX konkurenční firmy Intel, ale ta byla určena pouze pro urychlení celočíselných operací a 2D grafiky. Firma Intel se zpočátku snažila tuto úspěšnou technologii zcela ignorovat, ale později sama přidala do svého procesoru Pentium III sadu podobných instrukcí známých jako SSE.
3Dnow! technologie, která zrychluje především počáteční fáze vytváření 3D scén, začala být plně podporována firmou Microsoft v multimediálním rozhraní DirectX verze 6.1. 

## Dějiny
3DNow byl vyvinut v době, kdy se 3D grafika stala hlavním proudem počítačových multimédií a her. Zobrazování 3D grafiky v reálném čase silně záviselo na jednotce s pohyblivou řádovou čárkou (FPU) hostitelského CPU při provádění výpočtů s pohyblivou řádovou čárkou, což je úkol, ve kterém procesor K6 od AMD snadno překonal jeho konkurent, Intel Pentium II.
Jako vylepšení sady instrukcí MMX rozšířila sada instrukcí 3DNow registry MMX SIMD tak, aby podporovaly běžné aritmetické operace (sčítání/odečítání/násobení) na datech s jednoduchou přesností (32 bitů) s plovoucí desetinnou čárkou. Software napsaný pro použití AMD 3DNow namísto pomalejšího x87 FPU by mohl pracovat až 4x rychleji, v závislosti na instrukčním mixu.

## Verze

### 3DNow!
3DNow! technologie obsahuje 21 nových instrukcí, které podporují SIMD operace s plovoucí desetinnou čárkou včetně celočíselných SIMD (Single Instruction Multiple Data) operací a výrazně rychlejší přepínaní mezi MMX a matematickými FPU operacemi. Zatímco Pentium II se v oblasti 3D grafiky spoléhalo na „brutální“ sílu své FPU jednotky, firma AMD se rozhodla pro efektivnější cestu. Ve 3D hrách se totiž reálně používají pouze vybrané FPU výpočty a konstruktéři AMD umožnili, aby procesor K6-2 (a později všechny novější typy procesorů) mohl zpracovávat až čtyři takové instrukce najednou.
3DNow! instrukce zvyšující výkon
- FEMMS – Rychlejší vstup/výstup pro MMX stav nebo stav s plovoucí čárku
- PREFETCH/PREFETCHW – Načítáná posledních 32 bytů řádku do L1 cache

## Procesory podporující 3DNow!
- Všechny klasické AMD procesory počínaje K6-2 (známý jako K6 3D), včetně: K6-III, Athlon, Duron, Athlon XP, Sempron, Athlon 64, Athlon 64 X2, Opteron (krom modelů odvozených z Bulldozeru) a Turion 64.
- VIA C3 (známý jako Cyrix III).
- IDT Winchip 2 a novější.